# 村山渉
村山 渉（むらやま わたる、11月4日 - ）は、日本の漫画家。東京都出身。女性。血液型はA型。

## 略歴
『月刊コミックブレイド』創刊時に「デザート・コーラル」にてデビュー。
同誌2006年9月号上において、懐妊による体調の変化のために当時連載中の「ジャンクヤード・マグネティク」を一時休載すると発表した。2006年12月に出産を終え連載を再開、無事完結させている。その後は主に幻冬舎のデジタルコミック誌、漫画雑誌にて連載を行っていた。
2010年の『電撃コミックジャパン』創刊時から他出版社でも活動し、幻冬舎、アスキー・メディアワークス、集英社の月刊誌およびデジタルコミック誌にて連載。
2012年2月29日発売の『コミックブレイド』4月号にて本誌10周年と同時に、自身も漫画家デビュー10周年を迎えた。

## 作品リスト

### 漫画作品
- はかいしん るるこ（『月刊コミックブレイド』、全1巻）
- ジャンクヤード・マグネティク（『月刊コミックブレイド』、全6巻）
- デザート・コーラル（『月刊コミックブレイド』、全5巻）
- 阪急電車（原作：有川浩、『MAGNA』→『コミックバーズ』2009年1月号 - 3月号休載）
- 彼と彼女の（オタク）2（『コミックバーズ』2009年12月号[5] - 2011年11月号[6]、全4巻）
- TWIN'S GAME（『女装少年アンソロジーコミック姫組』所収[7]、2010年）
- フキゲンシンデレラ（『電撃コミックジャパン』2010年12月号（創刊号[3]） - 2013年2月号[8]、全3巻）
- 恋愛叛悩（れんあいほんのう）（『ジャンプ改』創刊号[9] - 2013年5月号、全3巻）
- 不可視戯トライアング（『コミックバーズ』2012年1月号[10] - 2013年5月号、全3巻）
- 放課後ギャクシュウシドウ（『ジャンプ改』2014年5月号） - 特別読み切り
- それでも僕らはヤってない（『週刊漫画TIMES』2014年12月5日号[11] - 2018年8月3日号[12]、全11巻）
- アルカフス（原作担当、作画：御影夏、『月刊ドラゴンエイジ』2018年8月号[13] - 2021年3月号、全4巻）
- 女には3年に一度どうにかされたい日がある（『週刊漫画TIMES』2018年11月23日号[14] - 2020年7月24日号、全5巻）
- そんな家族なら捨てちゃえば?（『コミックトレイル』[15]2021年2月12日配信 - 連載中、既刊13巻）

### その他
- 小路啓之『10歳かあさん』（2017年3月17日発売[16]） - 追悼特別寄稿[16]